# Heinz Halm
Heinz Halm (* 21. Februar 1942 in Andernach) ist ein deutscher Islamwissenschaftler. Seine Forschungsgebiete sind die Geschichte des islamischen Vorderen Orients, besonders die Ägyptens, Nordafrikas und Syriens bzw. der Ismailiten (Siebener-Schia), der Imamiten (Zwölfer-Schia) und anderen schiitischen Konfessionen.

## Leben
Halm machte sein Abitur 1961 auf dem Kurfürst-Salentin-Gymnasium in Andernach. Er studierte ab 1962 Islamkunde, Geschichte und Semitistik an der Universität Bonn, wo er zum Doktor der Philosophie promoviert wurde. Seine Lehrerin an der Universität Bonn war Annemarie Schimmel. 1969 arbeitete er am Tübinger Atlas des Vorderen Orients mit, 1975 habilitierte er sich in Kulturwissenschaften und wurde 1980 Professor für Islamwissenschaft in Tübingen. Nach 1987 war er kurzzeitig Professeur associé an der Sorbonne in Paris. Er wohnt in Ammerbuch.

## Islam und Säkularisierung
Halm weist unter anderem nach, dass die nach dem Untergang des Osmanischen Reiches entstandenen Staaten der arabischen Welt alle mehr oder weniger säkulare Staaten seien.

„Syrien und der Irak waren nie etwas anderes; auch Tunesien unter Bourguiba, Ägypten unter Nasser (Arabischer Sozialismus), die Türkei unter Atatürk (Kemalismus) und der Iran der Pahlavi-Dynastie (1925–1979) sowie die zentralasiatischen Republiken der ehemaligen Sowjetunion haben alle starke Säkularisierungsschübe erlebt. Selbst die Islamische Revolution in Iran hat eine – wenn auch zunächst nur formale – republikanische Staatsform mit Präsident und Parlament errichtet (Formen, die indes noch weiter mit demokratischem Inhalt zu füllen wären). Die islamistischen Bewegungen, die seit den 70er Jahren in den meisten islamischen Ländern erstarkt sind, sind nach Halm eine Reaktion auf diesen fortschreitenden Säkularisierungsprozess, den sie, notfalls mit Gewalt, rückgängig zu machen versuchen, um angeblich theokratische, in Wahrheit totalitäre Regime zu etablieren. Ihr Slogan ist das eingangs zitierte Der Islam ist Religion und Staat.“

„(Sind) Muslime nicht in der Lage, eine der Grundlagen der modernen Demokratie anzuerkennen: die Trennung zwischen Religion und Staat, den säkularen Staat als neutralen Vermittler zwischen unterschiedlichen religiösen Glaubensrichtungen und Weltanschauungen? Der Slogan wird denn auch mit Vorliebe von Vertretern jener politischen Strömungen im modernen Islam im Munde geführt, die wir „islamistisch“ nennen, also jener Richtungen des politischen Islam, die der Demokratie westlichen Zuschnitts ablehnend oder gar feindlich gegenüberstehen und einen „islamischen“ Staat fordern, der nicht demokratische, sondern theokratische Züge tragen und die, in der prophetischen Sendung Mohammeds geoffenbarte, gottgewollte Ordnung auf Erden realisieren soll. Nun ist aber der ... Slogan „al-Islam din wa daula“ vor dem 19. Jahrhundert gar nicht zu belegen. Er ist selber ein Produkt der Moderne, und es ist zu fragen, ob er tatsächlich historisch begründet ist und nicht bloß ein Idealbild oder das Postulat einer bestimmten modernen Ideologie darstellt.
Unbestreitbar ist, dass die Verbindung zwischen Religion und politischer Macht im Islam älter und enger gewesen ist als im Christentum. Während das Christentum sich drei Jahrhunderte lang gegen die Staatmacht des Römischen Reiches behaupten musste, ehe es sie dann selbst übernehmen und durchdringen konnte, ist der Islam schon von seinem Stifter, dem Propheten Mohammed, in Formen gegossen worden, die Züge eines politischen Gemeinwesens aufwiesen. Die von Mohammed bis zu seinem Tode geleitete Urgemeinde (Umma) von Medina (622 – 632) war auf der Arabischen Halbinsel etwas Neues: erstmals wurden die in tribaler Zersplitterung lebenden, in endlose Fehden und Blutrachen verstrickten arabischen Stämme, sesshafte wie nomadisierende, einer übergeordneten, auf Gesetz, Recht und Moral gegründeten Zentralgewalt unterworfen, einer politischen Ordnung, zu der auch die Einforderung von Abgaben und eine von der Zentrale betriebene „Außenpolitik“ gehörten; all dies sind zumindest Ansätze staatsähnlicher Strukturen, wie es sie bis dahin auf der Arabischen Halbinsel nicht gegeben hatte. Und nach dem Tod Mohammeds begann dieses Gemeinwesen kriegerisch zu expandieren und – nach dem Modell seiner Nachbarn Byzanz und Persien – imperiale Züge zu entwickeln.
Aufgrund dieser Entwicklung, die sich von der Frühgeschichte des Christentums deutlich unterscheidet, war der Islam nicht genötigt, kirchenähnliche Organisationsstrukturen zu entwickeln: Das Gemeinwesen selber war die äußere Form, in der die neue Religion sich manifestierte.
Die Frage ist nun, ob diese enge historische Verbindung tatsächlich unauflöslich ist; ob der Islam wirklich, wie manche seiner Anhänger behaupten, ohne die enge Verflechtung mit der Staatsgewalt nicht existieren könne. An dieser These sind Zweifel angebracht. Zunächst einmal enthält der Koran selber keinerlei Vorschrift über eine gottgewollte Staatsform. Auch Mohammed hat keine solche vorgeschrieben; er hat nicht einmal einen Nachfolger benannt, jedenfalls nicht nach der sunnitischen Mehrheitsmeinung, so dass nach seinem Tod seine Gemeinde eine Reihe bürgerkriegsähnlicher Krisen erlebte, innere Zwistigkeiten der umma, welche die Frommen als gottgewollte „Prüfungen“ verstanden. Zudem endet nach allgemein islamischer Auffassung mit dem Tode des Propheten die Prophetie überhaupt und damit die Theokratie. Mohammed gilt als das „Siegel der Propheten“, die durch ihn gebrachte koranische Offenbarung als endgültige Beglaubigung und Schlussstrich unter alle bisher den Menschen zuteil gewordenen göttlichen Willensbekundungen; nach Mohammed kann es daher nach islamischer Auffassung keinen von Gott direkt inspirierten Propheten mehr geben.
Wie aber sollte das von Mohammed geschaffene Gemeinwesen gelenkt werden, wenn seine Nachfolger, denn das bedeutet das arabische Wort Kalif (khalîfa), nicht direkt von Gott inspiriert waren? Die vier ersten Kalifen waren aus seinem engsten Anhängerkreis durch Konsens bestimmte frühe Weggefährten, doch schon 661 kam mit dem Statthalter von Syrien, Muʿāwiya I., die Familie der Omaijaden an die Macht, die sich als Dynastie etablieren konnte und bis 750 von ihrer Hauptstadt Damaskus aus das neue arabische Imperium regierte. Damit verschob sich der politische Schwerpunkt Medina und von der Arabischen Halbinsel weg nach Damaskus. Von dort aus regierten die Omaijaden bis 750 das neue arabische Imperium. Frommen Kritikern erschienen die Omaiyyaden von Damaskus als rein weltliche Monarchen, als „Könige“, wie man etwas verächtlich sagte, obwohl auch sie selbstverständlich den Kalifentitel führten. Ihre mit Mosaiken, Wandgemälden und Statuen üppig ausgestatteten Schlösser, ihre Jagden und Gelage und die an ihren Höfen gepflegte, Wein, Weib und Gesang feiernde Poesie erregten den Unwillen der Frommen.“

## Veröffentlichungen
- Die Ausbreitung der sāfi’itischen Rechtsschule von den Anfängen bis zum 8./14. Jahrhundert (= Beihefte zum Tübinger Atlas des Vorderen Orients. Reihe B: Geisteswissenschaften. Nr. 4). Reichert, Wiesbaden 1974, ISBN 3-920153-30-8.
- Kosmologie und Heilslehre der frühen Ismāʿīlīya. Eine Studie zur islamischen Gnosis (= Abhandlungen für die Kunde des Morgenlandes. Bd. 44, 1). Steiner, Wiesbaden 1978, ISBN 3-515-02675-4.
- Ägypten nach den mamlukischen Lehensregistern. (= Beihefte zum Tübinger Atlas des Vorderen Orients. Reihe B: Geisteswissenschaften. Nr. 38). 2 Bände. Reichert, Wiesbaden.

1. Oberägypten und das Fayyūm. 1979, ISBN 3-88226-046-7.
2. Das Delta. 1982, ISBN 3-88226-121-8.

- Die islamische Gnosis. Die extreme Schia und die ’Alawiten. Artemis, Zürich 1982, ISBN 3-7608-4530-4.
- Die Schia. Wissenschaftliche Buchgesellschaft, Darmstadt 1988, ISBN 3-534-03136-9.
  - Englisch: Shi’ism (= Islamic Survey. Bd. 18). Übers. Janet Watson. Edinburgh University Press, Edinburgh 1991, ISBN 0-7486-0268-2.
  - Französisch: Le chiisme. Übers. Hubert Hougue. Presses Universitaires de France, Paris 1995, ISBN 2-13-047020-3.
- Das Reich des Mahdi. Der Aufstieg der Fatimiden 875–973. C. H. Beck, München 1991, ISBN 3-406-35497-1.
  - Englisch: The Empire of the Mahdi. The Rise of the Fatimids (= Handbuch der Orientalistik. Abteilung 1: Der Nahe und der Mittlere Osten. Bd. 26). Translated from the German by Michael Bonner. Brill, Leiden u. a. 1996, ISBN 90-04-10056-3.
- Der schiitische Islam. Von der Religion zur Revolution. Beck’sche Reihe, 1047. Beck, München 1994, ISBN 3-406-37437-9.
  - Englisch: Shi’a Islam. From Religion to Revolution. Übers. Allison Brown. Wiener, Princeton NJ 1997, ISBN 1-55876-135-7.
- The Fatimids and Their Traditions of Learning (= Ismaili Heritage Series. Bd. 2). Tauris, London 1997, ISBN 1-85043-920-6 (In arabischer Sprache: Al fatemeyun wa taqaliduhum fil taaliem. Al Mada, Damaskus 1999).
- Der Islam. Geschichte und Gegenwart Beck’sche Reihe, 2145. Beck, München 2000, ISBN 3-406-44745-7 (10. Aufl. 2015, ISBN 978-3-406-62886-3).
  - Italienisch: L’Islam. Storia e presente. Übers. Ugo Marelli. GLF editori Laterza, Roma 2003, ISBN 88-420-6725-3.
- Die Kalifen von Kairo. Die Fatimiden in Ägypten 973 – 1074. Beck, München 2003, ISBN 3-406-48654-1.
- Die Araber. Von der vorislamischen Zeit bis zur Gegenwart Beck’sche Reihe, 2343. C. H. Beck, München 2004 ISBN 3-406-50843-X (4. Aufl. 2015, ISBN 978-3-406-68284-1).
  - Italienisch: Gli arabi. Dall’epoca preislamica ai giorni nostri. Il mulino, Bologna 2006 ISBN 88-15-10963-3.
- Die Schiiten. Beck’sche Reihe, 2358. C. H. Beck, München 2005, ISBN 3-406-50858-8; aktual. Neuaufl. 2015 (Febr.) ISBN 3-406-67716-9.
- als Hg.: Geschichte der Arabischen Welt. Beck’s historische Bibliothek, o. Nr. Zuerst hg. von Ulrich Haarmann. C. H. Beck, München 2004, ISBN 3-406-47486-1, Literaturverz. S. 680–736.
- Kalifen und Assassinen. Ägypten und der Vordere Orient zur Zeit der ersten Kreuzzüge 1074–1171. (Historische Bibliothek der Gerda Henkel Stiftung), C. H. Beck, München 2014, ISBN 978-3-406-66163-1.
- Die Assassinen. Geschichte eines islamischen Geheimbundes. Beck’sche Reihe, 2868. C. H. Beck, München 2017, ISBN 978-3-406-70414-7.

Festschrift
- Hinrich Biesterfeldt/Verena Klemm (Hrsg.): Differenz und Dynamik im Islam. Festschrift für Heinz Halm zum 70. Geburtstag. Ergon-Verlag, Würzburg 2012, ISBN 978-3-89913-885-6.